# Veselá (okres Pelhřimov)
Veselá (německy Wessela) je obec v okrese Pelhřimov v Kraji Vysočina, 12 km jižně od Pelhřimova. Žije zde 222 obyvatel.

## Historie
První písemná zmínka o obci pochází z roku 1359. Původně byla zvána Prašivá a dodnes je tak i zvána lidově. K nejstarší historii obce spojené s osídlením kotliny mezi Kopaninou, Kamenitým kopcem a Nádavkem na západě a hřbetem s Bělským kopcem bohužel neexistuje podle Tomáše Zdechovského (autora znaku a vlajky) uspokojivý dostatek písemných zpráv, aby bylo možné stanovit nejstarší možné vlastníky panství. Jak lze vyčíst z publikace K dějinám obce Veselá, v nejstarších dobách patřila obec k církevním panstvím.
Od 14. století jsou doloženi majitelé panství, kteří sídlili na zdejší tvrzi. Ta se do dnešní doby již nedochovala, nicméně pečetě majitelů panství ano. V soupisu pečetí Augusta Sedláčka nazvaném Atlas erbů a pečetí české a moravské středověké šlechty se nachází několik odkazů na pečetě nejstarších majitelů panství. První z doložených vlastníků byli pánové z Hostišova a z Prašivé, kteří měli v erbu dle doložených pečetí supí hlavu (335v), dále polcený štít nebo supí hlavu (51b).
Jednou z nejstarších doložených pečetí je Pavla Prašiveckého z Hostišova, též Pavla z Prašivé a Hostišova, která se nachází i v Sedláčkově Atlase erbů a pečetí české a moravské středověké šlechty. Je na ní vyobrazena právě supí hlava, která se stala základem pro vytvoření znaku obce. Na základě výzkumu pečetí majitelů panství prozatím nebyla nalezena nejstarší pečeť s erbem majitele panství. Starší pečeť Ondřeje z Prašivé se dle nejasného odkazu v konfirmačních knihách nenachází.
| Majitel panství                                           | období, kdy se připomíná |
| --------------------------------------------------------- | ------------------------ |
| Majnuš, arcibiskupský purkrabí v Rychnově                 | 1393                     |
| Ondřej z Prašivé                                          | 1393                     |
| Ondřej z Hostišova a Prašivé (znak s ptákem – supí hlava) | přelom 14. a 15. stol.   |
| neznámí majitelé                                          |                          |
| Pavel z Hoštišova, z Prašivé (znak supí hlava)            | 1457                     |
| Jan z Hostišova a Prašivé                                 | 1484                     |
| Pavel Prašivecký z Hostišova                              | 1483, 1490               |
| Jindřich z Hradce                                         | 1490                     |
| Arnošt z Leskovce                                         | 1517                     |
| Šebestián a Jan                                           | 1540                     |
| Jan Leskovec                                              |                          |
| Mikuláš Leskovec                                          |                          |
| Bohuslav Leskovec                                         |                          |
| přejmenování obce – Veselá                                | 1587                     |

V 16. století byli majitelé panství Leskovcové.

## Obecní správa
V letech 1869–1890 k obci patřila Bělá.

## Pamětihodnosti
- Kostel svatého Jakuba Většího

## Osobnosti
- Jarmila Kurandová (1890–1978), herečka[8]
- Josef Sochor (* 1937), zpěvák